# 1712 Angola
1712 Angola este un asteroid din centura principală, descoperit pe 28 mai 1935, de Cyril Jackson.